# Klapa Intrade
Klapa Intrade je hrvaška vokalna zasedba iz Zadra. Ustanovljena je bila leta 1985.
Leta 1986 se jim je pridružil Tomislav Bralić.

## Festivali
- Splitski festival 2012: "Zašto uvik pivan" - 1. mesto (Tomislav Bralić s Klapo Intrade)[1]